# 탕구라산맥

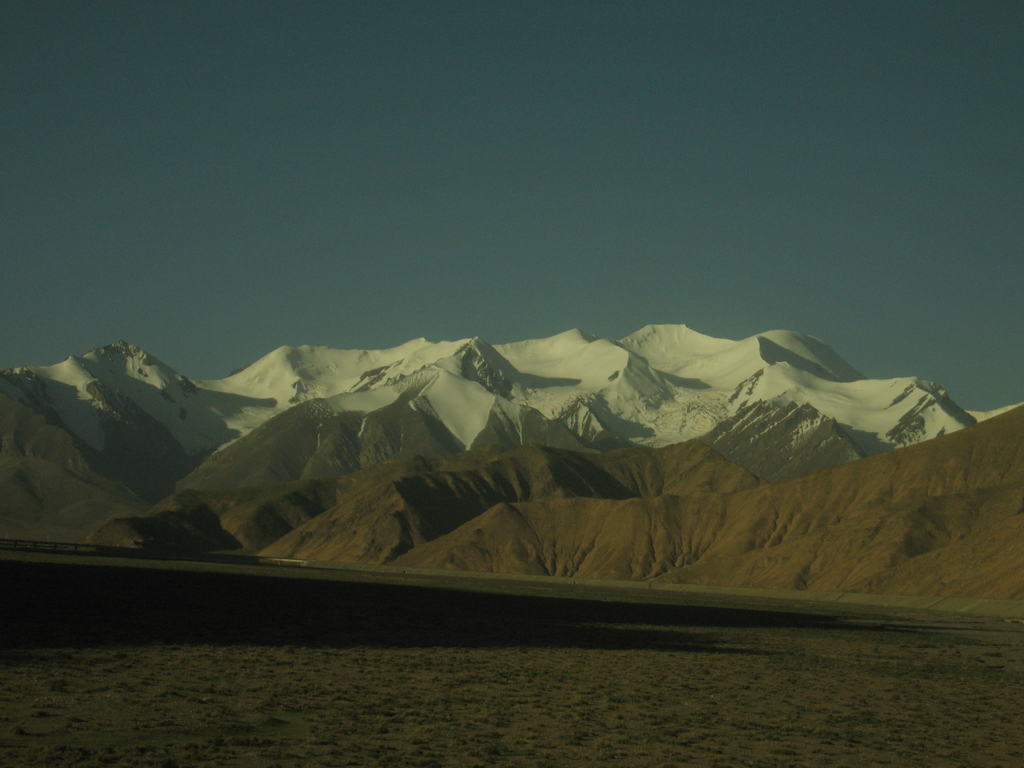
칭하이에서 본 탕구라산맥

탕구라산맥(티베트어: གདང་ལ་། 탕라 산마이, 중국어: 唐古拉山脉, 병음: Tánggǔlā shānmài)은 티베트고원의 중앙부를 북서쪽에서 남동쪽 방향으로 종단하고 있는 산맥의 하나이다. 티베트어로 "탕"은 '대들보'를 "라"는 '고개'를 의미한다.
해발고도는 약 5,500~6,000 m, 최고봉의 거라단둥산(6,621m)이다. 주위의 고원은 해발 약 4,600~4,800m이다. 설선의 고도는 약 5,400~5,500m이다.
산맥의 주봉우리인 거라단둥에서는 장강의 원류인 퉈퉈허(沱沱河)가, 산맥 동부에서는 또 하나의 원류인 당취(当曲)가 각각 북쪽의 칭하이성 방면으로 흘러 합류해 퉁톈허(通天河)가 되어 동쪽으로 흘러 간다. 또 산맥의 남쪽에는 란창강(메콩강의 상류) 및 누강(땅륀강의 상류)의 상류가 출발하고 티베트 자치구의 동쪽으로 흐르고 있다.
또한 세계에서 제일 높은 철도역인 해발 5,068.63m의 칭짱 철도 탕구라역 및 철도의 세계 최고 지점인 해발 5,072m의 탕구라 고개가 있다.
1720년대 중반에 행해진 옹정제의 티베트 분할 때 시짱와 칭하이의 경계가 되었고 중화인민공화국의 현행 행정구역에서도 티베트 자치구와 칭하이성의 경계가 되고 있다.

## 같이 보기
- 티베트고원